# Totness Airstrip
Totness Airstrip is een landingsstrook bij Totness in het district Coronie in Suriname. Het werd in september 1953 in gebruik genomen.
Er zijn rond de elf maatschappijen die het vliegveld aandoen. Er zijn lijnvluchten naar Zorg en Hoop Airport in Paramaribo. 
De ondergrond van de landingsbaan is van gras. De baan heeft een gemarkeerde lengte van circa 500 meter en is bij elkaar 700 meter lang.